# Хинганский заповедник
Хинганский заповедник — государственный природный заповедник.
Находится на крайнем юго-востоке Амурской области в пределах Архаринской низменности и отрогов хребта Малый Хинган. Создан 3 октября 1963 года. Общая площадь — 97 073 га, площадь охранной зоны — 27 025 га. Количество участков: 3.
Изначально, после создания в 1963 году, площадь заповедника составляла 58 300 га, в 1978 году, после создания филиала заповедника для охраны журавлей, его площадь увеличилась до 79 500 га, а к 1985 году возросла до 97 836 га, при этом охранная зона тогда составляла 26 500 га.
Равнинная часть заповедника составляет около 70 % его общей площади, остальное приходится на отроги Малого Хингана. На равнинной части заповедника имеется множество небольших озёр, самые крупные из которых Долгое, Лебединые и Перешеечные озёра. Климат в районе заповедника континентальный с чертами муссонности. Зима малоснежная, но с сильными морозами. Территория заповедника отнесена к водно-болотным угодьям международного значения. Основной целью создания Хинганского заповедника является охрана лесостепных ландшафтов Южного Приамурья, а также гнездовий уссурийского (японского) и даурского журавлей.

## Флора и фауна
Высших растений — 964, млекопитающих — 47, птиц — 290 видов. Хинганский заповедник пока единственный на Дальнем Востоке, где широко представлены оптимальные местообитания енотовидной собаки. На территории заповедника обитают такие редкие птицы, как занесённые в Красную Книгу Российской Федерации (России) и Красную книгу Амурской области чёрный и уссурийский журавли. 
Обычны такие виды как: 
- Дубровник   Ocyris aureolus,
- Седоголовая овсянка   Ocyris spodocephalus
- Толстоклювая камышевка   Acrocephalus (=Phragmaticola) aedon
- Черноголовый чекан   Saxicola maurus (=torquatus)
- Поганки   Podicipedidae
- Сибирский жулан   Lanius cristatus
- Дальневосточный кроншнеп   Numenius madagascariensis
- Кряква   Anas platyrhynchos
- Соловей-красношейка   Luscinia calliope
- Желтогорлая овсянка   Cristemberiza elegans*
- Перевозчик   Actitis hypoleucos
- Чернобровая, или пестроголовая камышевка   Acrocephalus bistrigiceps[3]

## Нештатные ситуации
- В апреле 2013 года пожар площадью более 5 тысяч гектаров охватил Хинганское и Антоновское лесничества. В последнем из них расположены многочисленные гнезда журавлей и аистов[4]